# Capraria (Pflanzengattung)
Capraria ist eine Pflanzengattung innerhalb der Pflanzenfamilie der Braunwurzgewächse (Scrophulariaceae). Die nur sieben Arten sind in der Neotropis von den USA bis Peru verbreitet.

## Beschreibung

### Vegetative Merkmale
Capraria-Arten wachsen als ausdauernde krautige Pflanzen oder kleine Sträucher. Die wechselständig angeordneten Laubblätter sind länger als breit mit gezähnten Blattrand.

### Generative Merkmale
Die gestielten Blüten stehen einzeln in den Blattachseln. Die zwittrigen Blüten sind fünfzählig mit doppelter Blütenhülle. Die fünf fast gleichen Kelchblätter sind schmal. Die fünf weißen Kronblätter sind glockenförmig verwachsen und enden in fünf flachen Kronlappen. Es sind meist vier Staubblätter vorhanden.
Die lokuliziden Kapselfrüchte sind kurz. Die Samen besitzen eine netzartige Oberfläche.

## Systematik
Die Gattung Capraria wurde 1753 durch Carl von Linné in Species Plantarum, 2, S. 628 aufgestellt. Typusart ist Capraria biflora L.
Die Gattung Capraria gehört zur Familie der Scrophulariaceae. Früher wurde sie den Familien Plantaginaceae, Gratiolaceae oder Veronicaceae zugeordnet.
Es gibt nur sieben Capraria-Arten:
- Capraria biflora L.: Sie ist von Florida sowie Mexiko,[1] auf Karibischen Inseln, über Zentral- bis Südamerika weitverbreitet. Sie ist in Ghana, auf Mauritius und auf den Kapverden ein Neophyt.[5] Die Chromosomenzahl beträgt 2n = etwa 28 oder etwa 60.[6]
- Capraria frutescens (Mill.) Briq. (Syn.: Capraria saxifragifolia Cham. & Schltdl.): Die Chromosomenzahl beträgt 2n = etwa 28.[6] Sie kommt in Mexiko und Honduras vor.[1]
- Capraria integerrima Miq.: Sie kommt in Französisch-Guayana vor.[7]
- Capraria integrifolia M.Martens & Galeotti: Sie kommt im mexikanischen Bundesstaat Oaxaca vor.[7]
- Capraria mexicana Moric. ex Benth.: Sie kommt von Texas über Mexiko bis Belize vor.[1]
- Capraria peruviana Benth.: Sie kommt in Peru und Ecuador vor.[1]
- Capraria saxifragifolia Schltdl. & Cham.: Sie kommt in Mexiko vor.[7]

Nicht mehr zu dieser Gattung gehört:
- Capraria integrifolia M.Martens & Galeotti ist ein Synonym von Nama jamaicense L. innerhalb der Boraginaceae.[1]

## Nutzung
Capraria biflora wird vielseitig in der Volksmedizin eingesetzt.
Man verwendet Capraria biflora zur Rekultivierung gestörter Flächen.